# Heike Drechsler
Heike Drechsler (nascida Heike Gabriela Daute; Gera, 16 de dezembro de 1964) é uma ex-atleta da Alemanha, duas vezes campeã olímpica, a única atleta a conquistar duas medalhas de ouro nesta modalidade do atletismo e duas vezes recordista mundial do salto em distância feminino.

## Carreira
Com 1,82 m de altura, além de saltadora era velocista, competindo pela antiga Alemanha Oriental e pela Alemanha reunificada após a Queda do Muro de Berlim em 1989, e ganhou várias medalhas em campeonatos europeus, mundiais e olímpicos nos 100 e 200 m rasos, igualando por duas vezes o recorde mundial dos 200 m de Marita Koch em 1986.
No salto em distância, estabeleceu duas marcas mundiais em 1985 e 1986. Nos anos 1980 e 1990, sua maior adversária e grande amiga foi a norte-americana Jackie Joyner-Kersee.
Heike Drechsler encerrou a sua carreira em outubro de 2004.

## Informante e doping

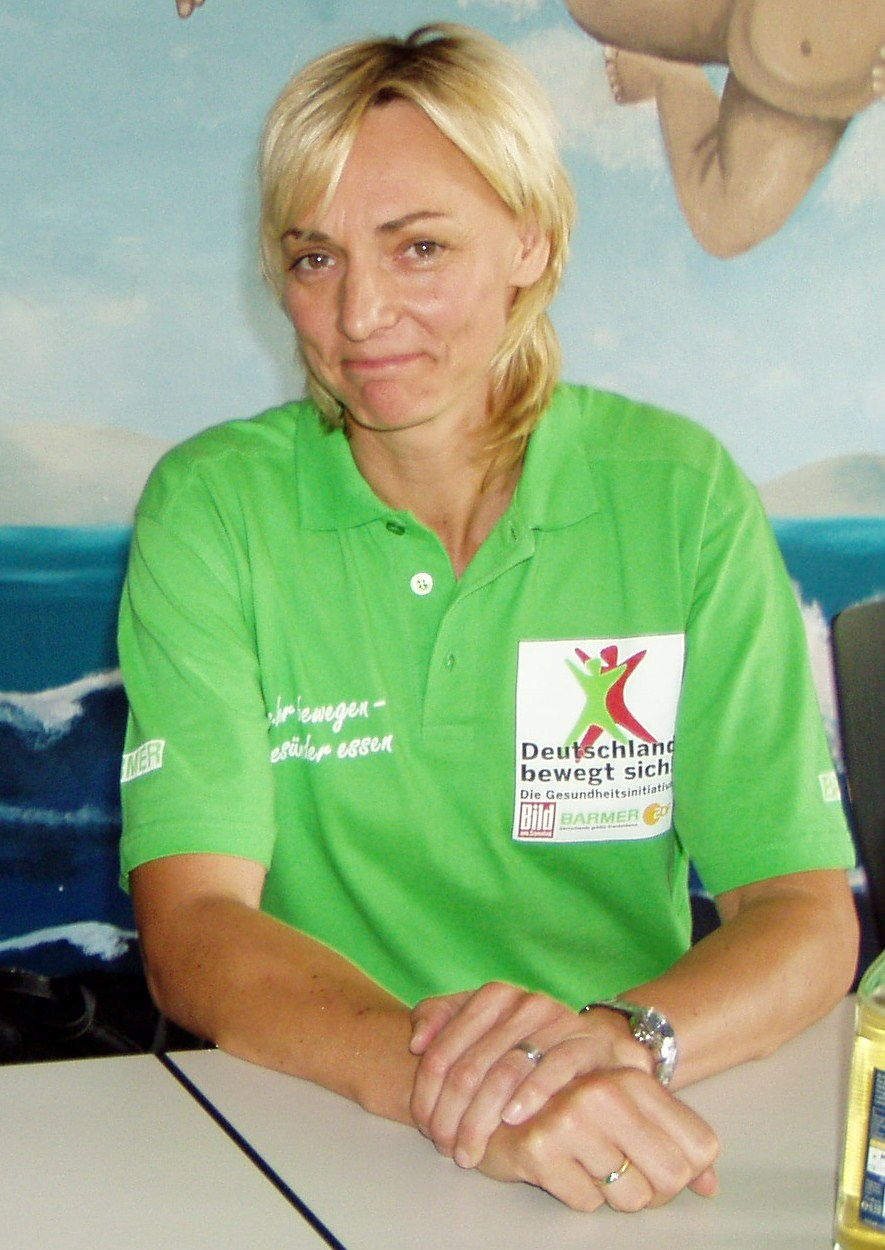
Heike em 2008

Após a reunificação da Alemanha e a vinda à luz de diversos documentos sobre o comitê esportivo da ex-Alemanha Oriental, Drechsler foi revelada como uma eventual colaboradora não-oficial (em alemão:  Inoffizieller Mitarbeiter, IM) da Stasi, a polícia secreta estatal, que espionava e informava para o governo do Partido Socialista Unificado da Alemanha (SED) o comportamento de seus colegas do atletismo. De acordo com o professor Werner Franke e sua mulher, Brigitte Berendonk, que escreveram vários livros sobre dopagem entre os atletas da Cortina de Ferro, seu codinome era Jump. O arquivo IM Jump foi inaugurado pelo oficial da Stasi e amigo da família Drechsler Heinz Bergner tendo em vista as preparações do Ministério para a Segurança do Estado para os Jogos Olímpicos de Verão de 1988 em Seul. Bergner declarou que abriu o processo de recrutamento Jump para protegê-la das tentativas de recrutamento de outros departamentos da Stasi e afirmou que Drechsler nunca forneceu informações ou trabalhou de maneira conspirada para a Stasi. O arquivo foi fechado em 1988. Em várias ocasiões, entre outros numa entrevista com o jornal Der Spiegel em 1995, Heike Drechsler negou jamais ter sido colaboradora não-oficial da Stasi.
Drechsler, assim, como praticamente todos os grandes atletas da antiga Alemanha Oriental, também esteve envolvida em denúncias de dopagem, que era praticamente uma política esportiva de estado das autoridades desportivas deste país, nos anos 1970 e 1980, com o uso inclusive de esteróides anabolizantes ministrados oralmente e do hormônimo testosterona.
Ela, entretanto, sempre afirmou que jamais usou de substâncias proibidas que fosse de seu conhecimento. Após uma publicação da escritora e pesquisadora Brigitte Berendonk em 1991 afirmando que Drechler competiu dopada - consciente ou não - entre 1982 e 1984, e ter sido chamado de mentirosa de público, Drechsler foi processada pela autora em 1995 e obrigada a pagar 6.000 marcos alemães de indenização e de fazer uma declaração formal de desculpas.
Em 2001 Heike Drechsler publicou a sua autobiografia Absprung. Em 2007, ela foi apresentada pela Federação Alemã de Atletismo (Deutscher Leichtathletik-Verband, DLV) como candidata ao comitê feminino de direção da Associação Internacional de Federações de Atletismo (IAAF) o que gerou polêmica devido ao histórico da atleta. Em entrevista com o jornal Die Welt em 9 de agosto de 2007 considerou um erro de negar depois da Reunificação da Alemanha em 1990 a prática da dopagem sistemática da Alemanha Oriental mas reafirmou que nunca usou dopagem. Pouco antes do início do Campeonato Mundial de Atletismo de Osaka, no Japão, ela foi eleita para o comitê em 22 de agosto de 2007. Em entrevista com a revista Stern em 2008 Drechsler acrescentou que não pode excluir a possibilidade de na época ser tratada involuntariamente com substâncias ilegais sem seu conhecimento por médicos que acompanharam a atleta naquele tempo.